# Controspionaggio Militare e Servizi Speciali
Controspionaggio Militare e Servizi Speciali (italijansko Vojaška protiobveščevalna služba in specialne službe; kratica CSMSS) je bila italijanska (proti)obveščevalna služba, ki je bila dejavna med letoma 1940 in 1941.

## Zgodovina
24. aprila 1940 so Servizio Informazioni Militare odvzeli sekcijo, ki je imela nalogo preprečevati sovražne obveščevalne in sabotažne akcije; iz te sekcije je nastala CSMSS. CSMSS je bila neposredno podrejena državnemu podsekretarju na Ministrstvu za vojno Italije. 
Zaradi neuspehov in slabega delovanje je bila služba 5. januarja 1941 razpuščena.